# Xã Estherville, Quận Burleigh, Bắc Dakota
Xã Estherville (tiếng Anh: Estherville Township) là một xã thuộc quận Burleigh, tiểu bang Bắc Dakota, Hoa Kỳ. Năm 2010, dân số của xã này là 31 người.